# Nanggar Jati Huta Padang
Nanggar Jati Huta Padang is een bestuurslaag in het regentschap Tapanuli Selatan van de provincie Noord-Sumatra, Indonesië. Nanggar Jati Huta Padang telt 753 inwoners (volkstelling 2010).